# Бродландс (Вирџинија)
Бродландс (енгл. Broadlands) насељено је место без административног статуса у америчкој савезној држави Вирџинија.

## Демографија
По попису из 2010. године број становника је 12.313.
| Група             | 2000.    | 2010.         |
| Белци             | 0 (0,0%) | 8.220 (66,8%) |
| Афроамериканци    | 0 (0,0%) | 696 (5,7%)    |
| Азијати           | 0 (0,0%) | 2.095 (17,0%) |
| Хиспаноамериканци | 0 (0,0%) | 840 (6,8%)    |
| Укупно            | 0        | 12.313        |